# Marcin Bracichowicz
Marcin Bracichowicz (ur. 7 stycznia 1972 w Kielcach) – polski gitarzysta rockowy, od 2003 do września 2015 roku członek rockowej grupy Ira. Znany także z występów w rockowym kieleckim zespole Kramer. Od grudnia 2015r. gitarzysta w zespole Sen. Obecnie mieszka w Krakowie.
W 1991 roku w rodzinnych Kielcach założył wraz z Piotrem Wrzosowskim, Andrzejem Rajskim, Mariuszem Matyskiem oraz Rafałem Nowakiem rockowy zespół Kramer. W zespole śpiewała, oprócz Marcina także Monika Bożyk. Zespół początkowo intensywnie koncertował, często grając jako support grupy Ira. W 1992 roku grupa wydała swój jedyny krążek zatytułowany Tylko ty, który ukazał się nakładem firmy Top Music. Menadżerem zespołu był gitarzysta Iry Kuba Płucisz. Grupa rozpadła się w 1993 roku.
W 1998 roku jako muzyk sesyjny wystąpił w roli gitarzysty na solowej płycie Gadowskiego zatytułowanej Artur Gadowski.
16 kwietnia 2003 roku dołączył do zespołu Ira. Wystąpił razem z nim m.in. na debiutanckiej płycie Eweliny Flinty, gdzie zagrał w utworze Nadzieja. We wrześniu 2015 roku opuścił zespół z niewiadomych przyczyn. Jego miejsce zajął  Sebastian Piekarek. Od listopada 2015 roku występuje w zespole Sen.
Jest bratem Tomasza Bracichowicza, niegdyś klawiszowca zespołu Ira, obecnie występującego w zespole Mafia. Jest współkompozytorem utworów z płyty Londyn 08:15.

## Dyskografia
- (1992) – Tylko ty – Kramer
- (1998) – Artur Gadowski – Artur Gadowski
- (1998) – Piosenka Jak Na Lato – Hi Street - singiel[1]
- (1999) – 1999 – Stachursky[2]
- (1999) – Kosmos5 – Automatik[3]
- (1999) –  Właśnie tak – Tomasz Wachnowski[4]
- (2000) – 1 – Stachursky[5]
- (2000) – Popers – Andrzej Piaseczny[6]
- (2001) – Kaja Paschalska – Kaja Paschalska[7]
- (2003) – Przeznaczenie – Ewelina Flinta
- (2004) – Ogień – Ira
- (2004) – Live 15-lecie – Ira
- (2005) – Vendetta – Mafia[8]
- (2007) – Londyn 08:15 – Ira
- (2009) – 9 – Ira
- (2013) – X – Ira
- (2014)  –  Akustycznie – Ira
- (2017) – W dobrą stronę – Sen[9]
- (2021)  –  Możesz wszystko – Ornette[10]